# نظرية الأثير للورنتس
تعرف هذه النظرية أيضا بالـ (LET) ولها جذور عائدة إلى نظرية هتدريك لورنس «نظرية الإلكترونات» والتي تعتبر بمثابة تطوير للنظريات التقليدية للأثير بنهاية القرن التاسع عشر وبداية القرن العشرين. عام 1895, محاولا تفسير تجربة ميكلسون ومورلي، لورنتز توصل إلى أن الأجسام المتحركة تنكمش في اتجاه الحركة.لورنتز عمل على تفسير ظاهرة الكهرومغناطيسية (انتشار الضوء) في الاطارات المرجعية المتحركة بسرعات متناسبة.لقد اكتشف أن الانتقال من إطار مرجعي لاطار مرجعي آخر قد يتم تبسيطه باستخدام متغير جديد أسماه الوقت الموضعي. الوقت الموضعي يعتمد على الوقت والموضع تحت الدراسة.منشورات لورنتز (عام 1895 و 1899) استخدمت هذا المتغير دون تفسير معناه الفيزيائي. عام 1900، هنري بوانكاريه أطلق على هذا المتغير «الاختراع الرائع» وقام بتوضيحه عن طريق وضع ساعات في إطارات بسرعات مختلفة وملاحظة اعتماد أداء هذه الساعات على سرعة الإطار الموضوعة بداخله. عام 1899, في إحدى منشوراته «الظاهرة الكهرومغناطيسية في نظام متحرك بسرعة أقل من سرعة الضوء»(1904), لورنتز أضاف الإبطاء الزمني إلى تحويلاته ونشر ما أسماه بوانكاريه عام 1905
[[تحويلات لورينتز من الواضح أن لورنتز لم يكن على علم أن جوزيف لارمور استخدم نفس تلك التحويلات في تفسير دوران الالكترونات عام 1897.معادلات لورنتز ولارمور قد تبدو غير مألوفة، ولكنها جبريا تساوي المعادلات المقدمة من بوانكاريه واينشتين عام 1905.إحدى منشورات لورنتز عام 1904 احتوت على صيغة المتغير المساعد في الديناميكا الكهربية، حيث ظاهرة الديناميكا الكهربية مفسرة في إطارات مرجعية مختلفة بنفس المعادلات وبخواص تحويل محددة. هذا المنشور توصل بوضوح للمغزى من هذه الصيغة، وهو أن نواتج تجارب الديناميكا الكهربية لا تعتمد على السرعة النسبية للإطار المرجعي.هذا المنشور احتوى على مناقشة مفصلة للزيادة في كتلة الأجسام المتحركة بسرعة كبيرة.عام 1905,اينشتين استخدم العديد من المفاهيم، الأدوات الرياضية، والنتائج لكتابة منشوره «عن الديناميكا الكهربية للأجسام المتحركة».المعروف الآن بنظرية النسبية الخاصة.هذه النظرية أطلق عليها في البداية نظرية لورنتز- اينشتين لأن لورنتز وضع لاينشتين الأساس الذي عمل عليه. زيادة الكتلة كانت أول توقعات نظرية النسبية التي تم اختبارها، ولكن تجارب كوفمان (1901 – 1903) أظهرت زيادة مختلفة قليلا في الكتلة مما قاد لورنتز لملاحظته الشهيرة.تأكدت توقعاته النظرية عمليا عام 1908. عام 1909,نشر لورنتز«نظرية الإلكترونات»المرتكزة على سلسلة من محاضراته في الفيزياء الرياضية ألقاها في جامعة كولومبيا.
تقلص الاطوال في الفيزياء (بالإنجليزية:length contraction ) هو مفهوم أسسه الفيزيائي الهولندي هندريك أنتون لورنتس فيما يسمى تحويلات لورينتز. فطبقا للنظرية النسبية الخاصة لأينشتاين فإنه عندما تقترب سرعة الأشياء من سرعة الضوء فإن طولها يظل يتناقص إلى أن يصل إلى الصفر. الفوتون يتحرك بسرعة الضوء وكتلته صفرية. افترض لورنتز في ذلك الوقت أن سرعة الضوء في الفراغ ثابتة لا تتغير ، وأنها تمثل حدا أقصى لسرعة انتقال الأجسام أو الطاقة. ثم جاء أينشتاين وصاغ تلك الخاصية للضوء في النظرية النسبية الخاصة عام 1905 ,وأصبحت أحد الحقائق الطبيعية ، فقد ثبتت تنبؤات النظرية النسبية بالتجربة العملية. 

مثال بسيط عن المقصود
الساعة التي توضع في الاقمار الصناعية تم تطويرها على أن لا تتأثر بمجال الأرض والكواكب الأخرى 
شدة المجال المغناطيسي تؤثر على حركة الاجسام 
وزيادة السرعة تولد مجال مغناطيسي مغاير وغير متناسق مع المحيط 
الاجسام المتحركة لا تملك ثبات في المجال المغناطيسي إلا بثبات السرعة وهذا سبب تأثر للمجال المغناطيسي للأرض بالحركة.

## تطور النظرية التاريخي

### المفهوم الأساسي

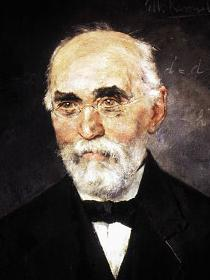
هندريك أنتون لورنتس

هذه النظرية تم تطويرها تحديدا في الفترة ما بين 1892 ميلاديا وسنة 1906 بواسطة لورنتس وبيونكاير. والتي أسست على نظرية أوغستان-جان فرينل ( أوغستان-جان فرينل ) وهو فيزيائي فرنسي أسهم في تأسيس نظرية الموجات، درس فريسنل سلوك الضوء نظرياً وعملياً. وهو أخ المستشرق فلجانس فرينل.وايضا على قوانين ماكسويل. لقد قام لورنتس يتقديم مفارقة واضحة بين مادة الإلكترونات والأثير. وأوضح فيه أن الكون خالٍ تماما من أي حركة وليس كما الإلكترون. واستخلص منها الطيعة الساكنة للكون. وأوضح أيضا أن الأثير لا يمكن أن يوضع في جوار متحرك. تمدد الزمن أو
الإبطاء الزمني في الفيزياء (بالإنجليزية: Time dilation) عرفنا الإبطاء الزمني من النظرية النسبية الخاصة لأينشتاين حيث قام بدراسة السرعات العالية جدا جدا والقريبة من سرعة الضوء. يشاهد الإبطاء الزمني بين مشاهدين يتحركان بسرعة نسبية كبيرة جدا (نسبية لبعضهما البعض) تكون قريبة من سرعة الضوء. كما من الممكن حدوث الإبطاء الزمني عندما يكون أحدهما بالقرب من كتلة كبيرة جدا جدا (أي يكون كل منهما في مجال جاذبية مختلف عن الآخر ويكون الاختلاف كبيرا جدا جدا). مثال: مشاهد على الأرض ومشاهد على كوكب المشتري). فيمر على الواقف على الأرض وقتا أطول مما يمر على الواقف في جاذبية المشتري، فإذا مر على الواقف على الأرض مثلا ساعة من الزمن مر على الواقف على المشتري أربعين دقيقة فقط، ويرجع ذلك إلى شدة الجاذبية البالغة على المشتري. ولا ينشأ هذا عن تقنية الساعتين وإنما ينشأ هذا الاختلاف فقط بسبب طبيعة الزمكان كما تصفها النظرية النسبية الخاصة.
وقد ثبتت صحة نظرية أينشتاين خلال تجارب مختلفة عملية عديدة. مثل وضع ساعة في طائرة نفاثة تطير بسرعة أكبر من سرعة الصوت لمدة ساعات ثم عودتها إلى المطار. فقد وجد أن الساعة التي كانت في الطائرة توخر جزءا من الثانية بالمقارنة بالساعة الموجوة على الأرض ولم تتحرك.
كذلك رواد الفضاء الذين يسبحون في الفضاء بسرعات قد تبلغ 29.000 كيلومتر في الساعة، هؤلاء يمر عليهم الزمن أبطأ مما يمر على سكان الأرض، وعند عودتهم إلى الأرض يكون الرائد أصغر عمرا ممن على الأرض، وقد يبلغ هذا الفرق عدة ثوان أو أكثر كثيرا، وهذا يعتمد على سرعة تحركهم بالنسبة إلى سرعة الضوء.

### تقلص الأطوال
تقلص الاطوال في الفيزياء (بالإنجليزية:length contraction) هو مفهوم أسسه الفيزيائي الهولندي هندريك أنتون لورنتس فيما يسمى تحويلات لورينتز. فطبقا للنظريه النسبية الخاصة لأينشتاين فانه عندما تقترب سرعه الاشياء من سرعه الضوء فان طولها يظل يتناقص إلى ان يصل إلى الصفر.الفوتون يتحرك بسرعة الضوء وكتلته صفرية. افترض لورنتز في ذلك الوقت أن سرعة الضوء في الفراغ ثابتة لا تتغير، وأنها تمثل حدا أقصى لسرعة انتقال الأجسام أو الطاقة. ثم جاء أينشتاين وصاغ تلك الخاصية للضوء في النظرية النسبية الخاصة عام 1905 , وأصبحت أحد الحقائق الطبيعية، فقد ثبتت تنبؤات النظرية النسبية بالتجربة العملية.
ويتبين من المعادلة أنه كلما اقتربت سرعة الجسم v من سرعة الضوء كلما انكمش طوله (في اتجاه الحركة) أما عرضه وارتفاعه وهما عموديان على اتجاه الحركة فيبقيان ثابتين.
تستنتج من تلك الخاصية عدة استنتاجات غريبة تختص بسرعة الأجسام عند اقترابها من سرعة الضوء (أنظر إبطاء زمني). كل تلك الخصائص تنبع من النظرية النسبية الخاصة لأينشتاين التي صاغها عام 1905 وكان في الخامسة والعشرين من عمره. خواص أخرى تأتي بها النظرية النسبية وهي تباطؤ الزمن وزيادة كتلة الأجسام المتحركة.
تبلغ سرعة الضوء في الفراغ 300.000 كيلومتر في الثانية، وفي حياتنا اليوية لا تواجهنا سرعات كبيرة كهذه إلى في المعامل العلمية ومعجلات الجسيمات لذلك لا نلاحظ تلك الـاثيرات النسبية فسرعة أسرع صاروخ صنعناه حتى الآن لا تزيد سرعته عن نحو 30.000 كيلومتر في الساعة وهذه سرعة بطيئة جدا جدا بمقارنتها بسرعة الضوء.
 تنص المعادلة على ان يكون التقلص فقط في أتجاه حركة الجسم، وأن سرعة الضوء هي السرعة القصوى لجميع الأشياء والموجات:
فلنتصور قطار يتحرك بالنسبة إلى محطة بسرعة ثابتة قدرها 0.8 . (المحطة تعتبر في الإطار المرجعي العطالي S, والقطار يعتبر في سكون في الإطار المرجعي العطالي S'). في القطار توجد كرة في حالة سكون قطرها 30 سم. من وجهة نظر المحطة S, تتحرك الكرة، ونستطيع حساب تقلص طولها L بواسطة المعادلة
والأن تلقى الكرة من نافذة القطار إلى المحطة فتصبح الكرة في حالة سكون بالنسبة للمحطة، وعندما يقوم الواقف على المحطة بقياس قطرها فيجد 30 cm (قطر الكرة قد كبر)، في حين يري راكب القطار الكرة على رصيف المحطة وأنها تتحرك بالنسبة له فيقيسها ويجدها قد تقلصت
وكما يملي مبدأ النسبية يجب أن تتماثل القوانين الطبيعية في جميع «المختبرات» (الإطارات المرجعية العطالية). فنجد أن تقلص طول الكرة تناظري في المرجعين: الكرة في حالة سكون في القطار فيظهر فيها وطوله ساكن ويظهر للواقف على رصيف المحطة متقلصة. وعندما تصبح الكرة على رصيف المحطة (في سكون) فيقيسها الواقف على المحطة بطولها الساكن، ويراها راكب القطار متقلصة، في اتجاه حركة ال

### محلية الوقت
نسبية التزامن أو نسبية الاقتران الزمني (بالإنجليزية: relativity of simultaneity) تمثل المبدأ الثاني في النسبية الخاصة الذي يتحدث عن ثبات سرعة الضوء إلى نسبية تزامن حدثين.
هذا يعني أن حدثين متزامنين بالنسبة لمرجع مقارنة (إطار مرجعي) ما سيكونان غير متزامنين بالنسبة لمرجع مقارنة أخرى.

### تحويل لورنتس
بينما كان الوقت المحلي يشرح الأثير السالب عبارة عن مجموعة تحويلات تستخدم لتحويل الإحداثيات المكانية والزمانية (أو بشكل عام أي متجه رباعي الأبعاد) في إطار مرجعي عطالي س إلى الإحداثيات الأربعة في إطار مرجعي آخر ع. تعتمد تحويلات لورينتز على وجود سرعة قصوي في الكون لا يمكن للأجسام تعديتها، ألا وهي سرعة الضوء c في الفراغ. 
فكر لورينتز في تلك التحويلات بعد أن أتت تجربة ميكلسون ومورلي عام 1881 بنتيجة غير متوقعة. فقد أجرى العالمان «ميكلسون» و«مورلي» تجربتهما الشهيرة لتعيين سرعة الضوء فيما كان يسمى «أثير»، اعتقد العلماء آنذاك بوجوده في الفراغ لتفسير انتقال الضوء فيه، مثلما بنتقل الصوت في وسط مثل الهواء أو الماء (لا ينتقل الصوت في الفراغ). وكانت تجربة ميكلسون ومورلي مبنية على فكرة تعيين سرعة الضوء في اتجاهين متعامدين أحدهما في اتجاه حركة الأرض في دورانها حول الشمس. وباعتبار أن الأرض تسبح في «أثير» بسرعة 30 كيلومتر في الثانية، فكان لا بد وأن تختلف سرعة الضوء في اتجاهين عكسيين أو في اتجاهين متعامدين. ولكن لم يظهر في التجربة أي اختلاف في سرعة الضوء، بمعنى أنه لا يوجد أثير ينتقل بواستطه الضوء. وكانت تلك النتيجة غير متوقعة وحيرت العلماء.
فكانت فكرة لورينتز للخروج من ذلك المأزق أنه ربما يحدث في تجربة ميكلسون تقلص في طول المسافة التي كان يقيسها ميكلسون ومورلي في تجربتهما، وأتت تحويلاته فعلا بتقلص لتلك المسافة متعلقا بالنسبة بين سرعة الأرض v في الفضاء وسرعة الضوء c. وفي عام 1905 صاغ ألبرت أينشتاين النظرية النسبية الخاصة -وكان عمره 25 سنة - وفسر مسألة انتشار الضوء على أساس أن الضوء هو أقصي سرعة في الكون وأنها ثابتة في الفراغ لا تتغير. وتتضمن النظرية النسبية تحويلات لورينتز.
في حياتنا اليومية نتعامل مع سرعات بطيئة جدا بالنسبة لسرعة الضوء، وسرعة الضوء كبيرة جدا فهي تبلغ 300.000 كيلومتر في الثانية (أي يلف شعاع كهرومغناطيسي مثل الضوء حول الأرض سبع مرات في ثانية واحدة). لذلك لا نلاحظ الـأثيرات النسبية (مثل تقلص الأطوال، إبطاء زمني، أو تراقص السرعات) عند تلك السرعات البطيئة، وتصلح في تلك المسائل استخدام تحويل جاليليو بين إطارين مرجعين (وهذا هو ما تعودناه). أما عندما تقترب سرعة الجسم من سرعة الضوء فلا بد من استخدام تحويلات لورينتز، فتحويلات جاليليو هي تقريبية بمقارنتها بتحويلات لورينتز، ولا يصح استخدام تحويل جاليليو في سرعات كبيرة.
تغير الكتلة مع زيادة السرعة

تعودنا على ان الكتلة لا تتغير بزيادة السرعة. ويعود ذلك إلى اننا نعتبر ان السرعة تتزايد بتزايد الزمن الذي تؤثر فيه قوة على الجسم باعتبار تلك القوة ثابتة. ويقوم هذا الاستنتاج على القانون المعتاد لتجميع السرعات.ولكن النظرية النسبية الخاصة تقول أنه يوجد حد أقصى للسرعات، أي اننا لا نستطيع في جميع الأحوال تطبيق قانون جمع السرعات المعتاد.
كيف نستطيع تعيين سرعة جسم بعد الثانية الثانية لتأثير القوة عليه؟ إننا نجمع السرعتين، السرعة التي اكتسبها خلال الثاتية الأولى مضافا إليها السرعة التي اكتسبها الجسم خلال الثانية الثانية وذلك طبقا لقانون جمع السرعات العادي. ولكننا نستطيع إجراء ذلك إلى ان نقترب من سرعة الضوء. وفي تلك الحالة لا يصح استخدام القانون المعتاد. فعندما نجمع السرعات طبقا للنطرية النسبية نجد انها تعطي سرعة اقل من السرعة التي يحسبها القانون العادي. وهذا معناه أن السرعات العالية لا تتناسب طرديا مع الزمن الذي تؤثر خلاله القوة على الجسم، وإنما يتم ذلك أبطأ بكثير. ويتضح لنا ذلك بمعرفة وجود حد أقصى للسرعات.
فعندما تقترب سرعة جسم تحت تاثير قوة من سرعة الضوء فانها تزداد أقل فأقل، بحيث لا تتعدى الحد الأقصى للسرعات. وطالما اعتبرنا ان سرعة الجسم تتناسب تناسبا طرديا مع زمن تاثير القوة على الجسن يحق لنا اعتبار ان الكتلة لا تعتمد على السرعة. ولكن عندما تقترب سرعة الجسم من سرعة الضوء فلا يصبح هذا التناسب بين الزمن والسرعة قائما، وتصبح الكتلة معتمدة على السرعة. ونظرا لأن زمن التسريع يمكن أن يطول إلى مالانهاية بينما لن تتعدى سرعة الجسم الحد الاقصي للسرعة، فنستنتج من ذلك أن الكتلة تزداد بزيادة السرعة، وتتخذ قيمة لا نهاية عندما تصل سرعة الجسم سرعة الضوء.
وتبين الحسابات أن تغير كتلة الجسم بازدياد سرعته هو تغير ينم بنفس معدل تقلص طوله طبقا لمعادلة لورينتز. فإدا كان جسم يتحرك بسرعة 240.000 كيلومتر في الثانية تصل كتلته إلى 6 و1 من كتلته في حالة السكون (سرعة الضوء تبلغ 300.000 كيلومتر في الثانية).
فكان من الطبيعي أنه عند تعاملنا مع سرعات اقل بكثير من سرعة اضوء أن نعتبر أن كتلته ثابتة لا تعتمد على السرعة، مثلما نعتبر ان طوله لا يعتمد على سرعته. وقد اختبرت زيادة كتلة الإلكترون مع زيادة سرعته عمليا وثبتت تلك الحقيقة. فقد أصبح معتادا تسريع الالكترونات إلى سرعات قريبة من سرعة الضوء. ووصلنا إلى تسريع الإلكترونات في بعض معجلات الجسيمات إلى سرعة 99.9999 % من سرعة الضوء أي أقل من سرعة الضوء فقط بمقدار 300 متر/ثانية. ويمكن للفيزيائيين مقارنة كتلة الإلكترون الساكن بكتلة الإلكترون السريع. وتتفق نتائج التجارب على أن الكتلة تزداد بزيادة سرعة الجسم طبقا لمعادلات لورينز، ويتفق ذلك تماما مع مبدأ النسبية.
طبقاً لقانون الكتلة النسبية فإن الجسم الذي تزيد سرعته إلى أن تساوى سرعة الضوء سوف تكون كتلته لا نهائية، وهذا لا يحدث لان الأجسام لا تصل ابداً إلى سرعة الضوء، كما أن فوتونات الضوء تتحرك بسرعة الضوء ولكن كتلتها لا تساوى مالانهاية وكتلتها تساوى حاصل ضرب مالانهاية * صفر فكتلتها النهائية صفر وليست مالانهاية لان الفوتونات هي كمات من الطاقة وكتلتها تساوى صفر: {\displaystyle x^{\prime }=k\ell \left(x+\varepsilon t\right),\qquad y^{\prime }=\ell y,\qquad z^{\prime }=\ell z,\qquad t^{\prime }=k\ell \left(t+\varepsilon x\right)}
{\displaystyle k={\frac {1}{\sqrt {1-\varepsilon ^{2}}}}}

### الكتلة الكهرومغناطيسية
ط = ك.س² (بالإنجليزية: E=mc²) أي إن حاصل ضرب الكتلة في مربع سرعة الضوء يساوي طاقته
وهي أشهر المعادلات الفيزيائية في القرن العشرين، وتمثل هذه المعادلة إحدى نتائج نظرية النسبية الخاصة لأينشتاين، وقد أدت تلك المعادلة فيما بعد إلى اكتشاف الطاقة النووية، واستغلت أول ما استغلت في صناعة القنبلة الذرية التي ألقيت على مدينة هيروشيما وأخرى على ناجازاكي باليابان خلال الحرب العالمية الثانية وانتهت الحرب بسببهما. فكثير من الناس كان لا يصدقون بأن لنواة العناصر طاقة كبيرة بهذا القدر. ولو فكرنا قليلا بأن نضرب كتلة أي جسم أمامنا في سرعة الضوء لوجدنا طاقة هائلة، وسوف نتعجب عما يملكه أي جسم من طاقة حيث أن كتلة جسم صغير تنتج طاقة كبيرة.
وقد بينت التجارب العلمية أن كتلة نواة الذرات تقل عن كتلة مجموع مكوناتها (أي مجموع كتل البروتونات والنيوترونات) والفرق في هذه الكتل يتحول إلى طاقة وهذه الطاقة هي التي تسمح بترابط مكونات نواة الذرة. وقد استطاع العلماء تحرير هذه الطاقة عن طريق شطر أنوية الذرات.
وتستغل الطاقة النووية في عصرنا الحاضر في إنتاج الطاقة الكهربائية في المفاعلات النووية والتي تعمل اليورانيوم كوقود ذري. ويعتبر اليورانيوم-235 هو الوقود الذري، إلا أن وجوده في خام اليورانيوم قليل (يوجد في الخام بنسبة 7و0 %). ولكي يصلح لتشغيل المفاعلات النووية لا بد من تخصيبه إلى درجة 5و3 %.وخلال التفاعل النووي في المفاعل تنقسم نواة اليورانيوم-235 وتنطلق قوى الربط على هيئة حرارة نستغلها في تسخين الماء وتكوين بخار ماء ذو ضغط عال (نحو 400 ضغط جوي) ويدير هذا البخار توربين الذي يدير بدوره المولد الكهربائي، وبذلك نحصل على الطاقة الكهربائية من الطاقة النووية.
وهناك نوع آخر من التفاعلات النووية أكثر إنتاجية للطاقة وهي تفاعل الاندماج النووي وفيها يلتحم 4 ذرات للهيدروجين ليكونوا نواة ذرة الهيليوم وتنطلق فرق قوة الرباط على هيئة طاقة حرارية. وخلال تلك العملية يتحول اثنان من البروتونات إلى نيوترونين فتصبح نواة الهيليوم بها 2 بروتونات و 2 نيوترونات، وهي أشد الأنوية جميعا في صلابتها وتماسكها.

### الجاذبية

#### نظريات لورنتس
في عام 1900 قام لورنتس بمحاولة شرح الجاذبية بالاستناد على قوانين ماكسويل. ولكنه واجه مشكلة صعبة في تصوره
في عام 1908 ثام بيونكاير بدراسة النظرية الثقالية للورنتس وقام بتصنيف توافيتها مع مبدأ النسبية. ولكن عكسا للورنتس قام بانتقاد دقتها ودقة تحديداتها 

## المفاهيم والإصطلاحات

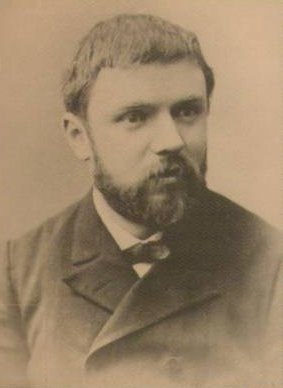
هنري بيونكاير

### ثباتية الضوء
في كتاباته الفلسفية حول قياس الوقت يرى بيونكاير أن أغلب علماء الفلك في حسابهم لسرعة الضوء يفترضون دوما أنها ثابته وأن هذه السرعة ثابته في أي اتجاة. 

### مفهوم النسبية
في الفيزياء، مبدأ النسبية هو شرط ينص على أن «قوانين الطبيعة تظهر لجميع المراقبين بنفس القوانين، إذا كان كل منهم في نظام يتحرك بالنسبة لنظام آخر بسرعة منتظمة وفي خط مستقيم». أي أنه لا توجد حالة حركة مطلقة تميّز مراقب ما عن غيره، وإنما يمكن دراسة حركة الأجسام بالنسبة لبعضها البعض، ولا يوجد «مختبر» مرجعي يميز عملية القياس. ويلعب هذا المبدأ دوراً أساسياً في دراسة الميكانيكا الكلاسيكية (مثل قوانين نيوتن للحركة) وكذلك في النسبية الخاصة لأينشتاين وطبق أولا على الحركة المنتظمة وفي خط مستقيم. ثم تعمم تطبيقه أيضا في إطار النسبية العامة حيث شملت التسريع أيضاً. يعتبر جاليليو جاليلي أول من فكر في ذلك المبدأ عام 1632 . وكانت مشاهدته أن شخصا موجودا في بطن مركب لا يستطيع معرفة عما إذا كان المركب متحركا أم في حالة توقف. ثم قام كريستيان هويغنز باستخدام مبدأ النسبية عند صياغته لقوانين التصادم.
من وجهة نظر اسحاق نيوتن فقد كان يعتقد في الميكانيكا الكلاسيكية بوجود حالة سكون مطلق. وتتضمن الميكانيكا التي صاغها نيوتن مبدأ النسبية (واتخذها العلماء كمبدأ أساسي في الطبيعة خلال القرن العشرين) وهي تقول بانه في جميع المختبرات التي تتحرك بالنسبة لبعضها البعض في مسارات مستقيمة وبسرعة منتظمة تتماثل الميكانيكا فيها مثل تماثلها في «مكان مطلق»، ولا يمكن معرفة عما إذا كان نظام القياس في حالة سكون أم في حالة حركة. أي أن صلاحية معادلات الميكانيكا الكلاسيكية (حركة الأجسام) تكون سارية أيضا على نظام آخر (إطار مرجعي عطالي) غير الفضاء المطلق عند إجراء تحويل جاليليو عليها. وكتب نيوتن: «إن حركة الأجسام بالنسبة لبعضها البعض في فضاء (مكان) معين تكون هي نفسها سواء كان المكان في حالة سكون أو يتحرك بسرعة منتظمة في خط مستقيم». ثم تعرضت الميكانيكا الكلاسيكية خلال القرن التاسع عشر لنظرية الأثير الساكن باعتباره الوسط الذي ينتقل فيه الضوء واعتبر بعد ذلك بأنه فضاء نيوتن المطلق. وبذلت محاولات لتعيين حركة الأرض في الأثير وعندها تبادر للعلماء أن مبدأ النسبية ليس صحيحا تماما. ولكن جميع التجارب العملية المجراة لقياس حركة الأرض خلال الأثير، ومن ضمنها تجربة ميكلسون ومورلي باءت جميعها بالفشل (لم يعثر ميكلسون وزملاؤه على هذا الاثير المفترض). وبدأ العلماء يبحثون عن تفسير آخر لانتشار الضوء، وكان الحل على يد ألبرت أينشتاين الذي صاغ النظرية النسبية الخاصة.
مبدأ النسبية الخاصة

مع بداية القرن العشرين بينت النتائج السلبية لتجارب عديدة لإثبات وجود الاثير أهمية مبدأ النسبية وعملت المناقشات آنذاك على تعريف مبدأ النسبية تعريفا دقيقا. فعلى سبيل المثال، كتب هنري بونكاريه عام 1904:
«مبدأ النسبية يجعلنا نعترف بتماثل قوانين الحركة في مختبر ساكن وكذلك في مختبر يتحرك بسرعة منتظمة بحيث لا نستطيع التفرقة عما إذا كنا في حالة حركة أم لا.»
وقام أينشتاين عام 1905 بتعريف مبدأ النسبية كالآتي: «القوانين التي تغير حالات الأنظمة الفيزيائية لا تعتمد على إحداثيات أي من نظامين يتحركان بالنسبة لبعضهما البعض بسرعة منتظمة».
ثم نادى كل من لورنتز وبوانكاريه واينشتاين بتطبيق التماثل ليس فقط على الميكانيكا وإنما أيضا تطبيقها على قوانين الديناميكا الكهربية (وكان هذا علم جديد في نهاية القرن التاسع عشر ويرجع الفضل في معرفتنا بها إلى ماكسويل). وكان من الممكن تطبيق مبدأ النسبية عليهما باستبدال تحويل جاليليو وإجراء تحويل لورينتز بدلا منه. وينطوي الفرق بينهما على أنه في تحويل لورينز يتخذ الضوء سرعة ثابتة تكون بمثابة الحد الأقصى للسرعات. وعندما تكون السرعة أقل بكثير من سرعة الضوء يؤول مبدأ النسبية الخاصة إلى تحويل جاليليو. ولكن افتراض نيوتن بالفضاء المطلق (وبالتالي فكرة الأثير) فكان متعارضا مع مبدأ النسبية. ثم قام أينشتاين بصياغة النظرية النسبية الخاصة بدون اعتبار الأثير كحالة سكون مرجعية. كذلك بين تحويل لورينتز عدم جدوي اعتبار فضاء مطلقا (مكان في حالة سكون مطلق) أو زمن مطلق. وطور هيرمان مينكوفسكي تلك الأفكار بإدماجه المكان والزمن فيما يسمى زمكان وهو يتكون من أربعة أبعاد، ثلاثة للمكان والبعد الرابع هو الزمن.
مبدأ النسبية العام

بينما يهتم مبدأ النسبية الخاص بالحركة «المختبرات» بسرعة منتظمة وفي خط مستقيم بالنسبة لبعضها البعض، أضاف أينشتاين شرطا وهو وجوب تماثل وانطباق القوانين في «جميع المختبرات» بصرف النظر عن كونها تتحرك بنسبة لبعضها البعض في حركة منتظمة وفي خط مستقيم أم في حالة تسريع. وكتب أينشتاين في عام 1916 : «يجب أن تصاغ القوانين الفيزيائية بحيث تنطبق على أي» مختبر«متحرك . ويجب أن تصاغ القوانين الطبيعية العامة بحيث تنطبق على أي نظام للإحداثيات، أي تحويلها من مختبر إلى آخر.»
وإضافة إلى ذلك فيطلب مبدأ النسبية العام أيضا «مبدأ التكافؤ» الذي يقول أنه لا تستطيع تجربة تعيين عما إذا كان المكان التي تجرى فيه ليس واقعا تحت تأثير جاذبية أو في حالة سقوط حر (بالقرب من كتلة). وتطلب ذلك عدم الالتزام بالصفة الإقليدية للمكان، واستخدام هندسة جديدة للمكان والزمن باعتبارهما كيانا واحدا اسمه زمكان.

## التحول نحو النسبية

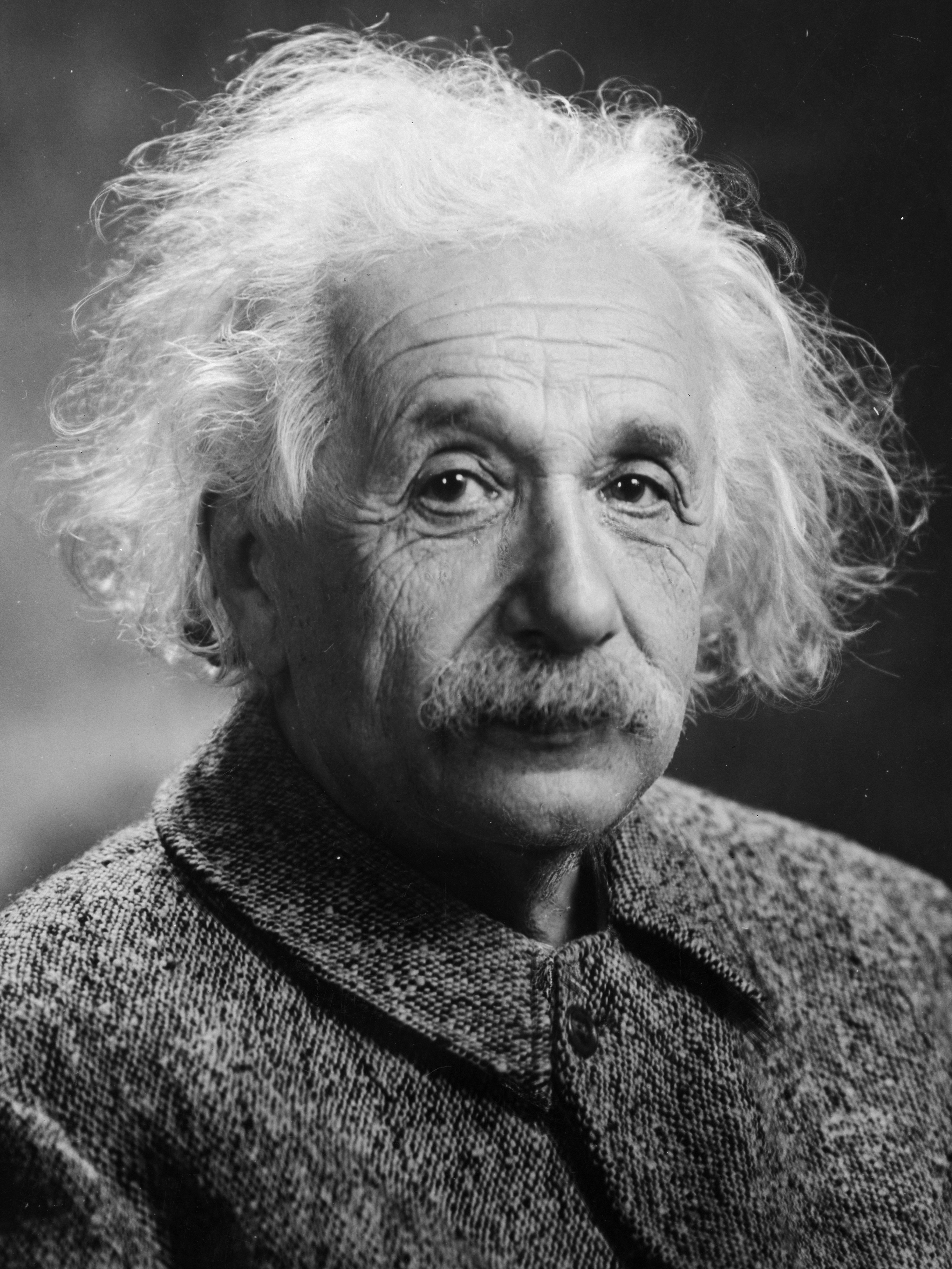
ألبرت أينشتاين

### النسبية الخاصة
بعد وقت قصير من نشره لنظرية النسبية الخاصة عام 1905، بدأ أينشتاين التفكير حول كيفية تضمين الجاذبية في إطار عمله الجديد عن النسبية. في عام 1907، بدء بتجربة فكرية بسيطة تتضمن مراقب في سقوط حر، وشرع في ما سيكون بحث لمدة ثماني سنوات للنظرية النسبية للجاذبية. بعد العديد من الطرق الالتفافية والبدايات الخاطئة، بلغ عمله ذروته في نوفمبر عام 1915 حيث عرض في الأكاديمية البروسية للعلوم ما يُعرف الآن بمعادلات أينشتاين للمجال. تحدد هذه المعادلات كيف تتأثر هندسة المكان والزمن على أي مادة، وتشكل هذه المعادلات جوهر نظرية النسبية العامة لأينشتاين.
إن معادلات أينشتاين للمجال هي غير خطية ومن الصعب جداً حلها. وقد استخدم أينشتاين طرق تقريبة للخروج بتوقعات أولية للنظرية. في بداية عام 1916 وجد عالم الفلك كارل شوارتزشيلد الحل التام لمعادلات أينشتاين ودعيت مترية شوارزشيلد. وهذه الحلول وضعت الحل لوصف المراحل الأخيرة من انهيار الجاذبية، والأجسام التي تعرف اليوم ثقوب سوداء. وكانت الخطوة الأولى في تعميم شوارزشيلد في حلول الأجسام المشحونة كهربائيا وفي النهاية أسفرت عن مترية ريسنر- نوردستوورم. وهي حاليا مرتبطة بشحنة الثقب الأسود.
طبق أنيشتاين في سنة 1917 نظريته على الكون ككل، والشروع في النسبية الكونية. وكان قد فرض تماشيا مع الفكر السائد أن الكون ساكن وأضاف ثابت جديد إلى معادلات المجال وهو الثابت الكوني. أدت حلول ألكسندر فريدمان إلى فكرة تمدد الكون سنة 1922 عن طريق الاستغناء عن الثابت الكوني والتي أيدت فيما بعد بواسطة مراقبات إدوين هابل وآخرين. واستخدم جورج لومتر هذه الحلول ليصيغ أول شكل من نظرية الانفجار العظيم من أن الكون تطور من حالة بدائية مفرطة في السخونة والكثافة. اعترف أنيشتاين فيما بعد بأن اعتباره بأن الكون ثابت كان أكبر خطأ ارتكبه في حياته.
خلال تلك الفترة، بقيت النظرية النسبية العامة كنظرية غريبة بين النظريات الفيزيائية. كان من الواضح تفوقها على قانون الجذب العام لنيوتن، كونها تتفق مع النسبية الخاصة ولتعليلها بعض الآثار التي لم تستطع نظرية نيوتن تفسيرها. قدم آينشتاين في عام 1915 تفسيرا لانحراف مسار كوكب المريخ حول الشمس عن المسار الذي ترسمه نظرية نيوتن للجاذبية دون استخدام عوامل اعتباطية. بالمثل، أيد استطلاع قدمه عالم فيزياء فلكي إسمه إدنجتون في عام 1919 تنبؤا للنظرية النسبية العامة عن انعطاف ضوء أحد النجوم من قبل الشمس أثناء كسوف الشمس في تاريخ 29 مايو 1919، وبهذا أصبح آينشتاين مشهورا. إلا أن النظرية العامة للنسبية لم تدخل ضمن الفيزياء النظرية والفلكية إلا بعد التطويرات بين عامي 1960 و1975، والذي يعرف الآن بالعصر الذهبي للنسبية العامة. أصبح الفيزيائيون قادرين على استيعاب المفاهيم الخاصة بالثقوب السوداء، والتعرف على النجوم الزائفة باعتبارها أحد مظاهر الكائنات الفيزيائية الفلكية. أكدت اختبارات النظام الشمسي أكثر من أي وقت مضى عن دقة تنبؤات النظرية، وأصبح أيضا علم الكونيات النسبية قابلا لاختبارات الرصد المباشر.
ونظرا لشمولية السقوط الحر، فلا يوجد اختلاف ملاحظ بين الحركة القصورية (تحت تأثير القصور الذاتي) والحركة تحت تأثير قوى الجاذبية، وهذا يشير إلى تعريف فئة جديدة من الحركة القصورية، تفسر حركة الأجسام في السقوط الحر تحت تأثير الجاذبية. هذه الفئة الجديدة من الحركة، تحدد أيضا هندسة الزمان والمكان في مصطلحات رياضية، إنها الحركة الجيوديزية متصلة اتصالا معينا يعتمد على تدرج طاقة وضع الجاذبية. الفضاء في هذه الحالة، لا يزال يمتلك الهندسة الإقليدية العادية. ولكن، الزمكان ككل هو حالة أكثر تعقيدا بكثير. كما يظهر من خلال التجارب البسيطة لمسارات السقوط الحر من اختبارات سقوط جسيمات مختلفة، فإن نتيجة استخدام متجهات الزمكان التي تعطي أن سرعة الجسيم سوف تختلف مع اختلاف مسار الجسيم: بصورة رياضية، فإن العلاقة النيوتونية غير قابلة للتكامل، ومن هذا، يمكن الاستنتاج أن الزمكان ينحني. والنتيجة هي صياغة هندسية من الجاذبية النيوتونية باستخدام قيم ثابتة. وهو وصف صالح في أي نظام للإحداثيات. في هذا الوصف الهندسي، فإن التسارع النسبي للأجسام عند السقوط الحر يرتبط بمشتقة العلاقة، ويبين كيف أن التغير في الهندسة ناجم عن وجود كتلة.

### مساواة الطاقة بالكتلة
E=mc^2
أي إن حاصل ضرب الكتلة في مربع سرعة الضوء يساوي طاقته
وهي أشهر المعادلات الفيزيائية في القرن العشرين، وتمثل هذه المعادلة إحدى نتائج نظرية النسبية الخاصة لأينشتاين، وقد أدت تلك المعادلة فيما بعد إلى اكتشاف الطاقة النووية، واستغلت أول ما استغلت في صناعة القنبلة الذرية التي ألقيت على مدينة هيروشيما وأخرى على ناجازاكي باليابان خلال الحرب العالمية الثانية وانتهت الحرب بسببهما. فكثير من الناس كان لا يصدقون بأن لنواة العناصر طاقة كبيرة بهذا القدر. ولو فكرنا قليلا بأن نضرب كتلة أي جسم أمامنا في سرعة الضوء لوجدنا طاقة هائلة، وسوف نتعجب عما يملكه أي جسم من طاقة حيث أن كتلة جسم صغير تنتج طاقة كبيرة.
وقد بينت التجارب العلمية أن كتلة نواة الذرات تقل عن كتلة مجموع مكوناتها (أي مجموع كتل البروتونات والنيوترونات) والفرق في هذه الكتل يتحول إلى طاقة وهذه الطاقة هي التي تسمح بترابط مكونات نواة الذرة. وقد استطاع العلماء تحرير هذه الطاقة عن طريق شطر أنوية الذرات.
وتستغل الطاقة النووية في عصرنا الحاضر في إنتاج الطاقة الكهربائية في المفاعلات النووية والتي تعمل اليورانيوم كوقود ذري. ويعتبر اليورانيوم-235 هو الوقود الذري، إلا أن وجوده في خام اليورانيوم قليل (يوجد في الخام بنسبة 7و0 %). ولكي يصلح لتشغيل المفاعلات النووية لا بد من تخصيبه إلى درجة 5و3 %.وخلال التفاعل النووي في المفاعل تنقسم نواة اليورانيوم-235 وتنطلق قوى الربط على هيئة حرارة نستغلها في تسخين الماء وتكوين بخار ماء ذو ضغط عال (نحو 400 ضغط جوي) ويدير هذا البخار توربين الذي يدير بدوره المولد الكهربائي، وبذلك نحصل على الطاقة الكهربائية من الطاقة النووية.
وهناك نوع آخر من التفاعلات النووية أكثر إنتاجية للطاقة وهي تفاعل الاندماج النووي وفيها يلتحم 4 ذرات للهيدروجين ليكونوا نواة ذرة الهيليوم وتنطلق فرق قوة الرباط على هيئة طاقة حرارية. وخلال تلك العملية يتحول اثنان من البروتونات إلى نيوترونين فتصبح نواة الهيليوم بها 2 بروتونات و 2 نيوترونات، وهي أشد الأنوية جميعا في صلابتها وتماسكها.

### النسبية العامة
هندسة الجاذبية النيوتونية مثيرة للاهتمام ومن الممكن ان يكون اساسها الميكانيكا الكلاسيكية وهي مجرد حالة محدودة «وهي نظرية في فلسفة العلوم تعني ان هناك نظرية قديمة تضاف إلى نظرية جديدة في وقت لاحق وتكون حالة محدودة أو خاصة منها» من ميكانيكا النسبية الخاصة . وفي لغة التناظر عندما تكون الجاذبية مهملة تصبح الفيزياء في حالة تسمى تناظر لورنتز أو إطالر لورنتز المرجعي في النسبية الخاصة أما الحالة التي تسمى نسبية جاليلي أو إطار مرجعي غاليلي تكون في الميكانيكا الكلاسيكية (تعريف تناظر النسبية الخاصة هو زمرة بوانكاريه التي تحتوي على تحويلات ودورات) والاختلافا بين الإثنين يظهر عند التعرض لسرعات عالية تقترب من سرعة الضوء وعند الوصول إلى ظاهرة الطاقات العالية  حسب تناظر لورنتز تدخل الهياكل المضافة في عمليات متكررة ويصنفون حسب مجموعة المخاريط الضوئية انظر إلى الشكل والمخاريط الضوئية تعرف على أنها هياكل مسببة للأحداث A وهناك مجموعة أحداث التي تكون في القاعدة إما ان يأثر أو يتأثر عن طريق إشارات أو تفاعلات لا تحتاج إلى السفر أسرع للضوء (مثل الحدث B في الصورة) وهناك مجموعة لا يمكن ان تأثر مثل الحدث C وهي تعتبر مثل الفاحص المستقل عند الاقتران بخطوط عالم الاجسام ذات السقوط الحر يمكن ان تستخدم المخاريط الضوئية لإعادة بناء المقياس النصف ريماني هندسة ريمانية للزمكان ويحول إلى معامل عددي موجب وهذا في الرياضيات يعبر عنه بالهندسة الامتثالية 

### الأولوية
البعض يدعي أن بيونكاير ولورنتس هما الأصل في تأسيس النسبية الخاصة وإذا كنت تطمه في معرفة المزيد حول تلك الإدعاءات والمشاركة في هذا النقاش تجده هنا